# Бірюк В'ячеслав Миколайович
В'ячеслав Миколайович Бірюк  — український музикант, військовий 2-го полку охорони особливо важливих державних об'єктів (2-го Шосткинського полку) Національної гвардії України, учасник російсько-української війни, що трагічно загинув під час російського вторгнення в Україну 2022 року.

## Життєпис
Батько В'ячеслава Бірюка народився у с. Полошки Глухівського (нині Шосткинського) району на Сумщині. Після закінчення загальноосвітньої школи у м. Шостка В'ячеслав у 1988—1993 роках навчався Сумське музичному училищі імені Дмитра Бортнянського. У Шостці керував квінтетом «Сіверський», на основі якого наступного року було створено кавер бенду «Пітер» (також під його керівництвом). Також він грав на трубі, служив у військовій частині 3022 у м. Шостка.
З травня 2020 року керував оркестром 2-го полку охорони особливо важливих державних об'єктів Національної гвардії України у м. Шостка.
У ході російського вторгнення в Україну загинув 30 березня 2022 року на фронті під час виконання бойових завдань.
Урочисте прощання з військовим відбулося у Шостці на Сумщині 3 квітня 2022 року. Разом з В'ячеславом Бірюковим поховали Андрія Кагальняка та Анатолія Коляду, які також загинули під час виконання бойових завдань у ході російського вторгнення в Україну 30 березня 2022 року.

## Нагороди
- орден За мужність III ступеня (2022, посмертно) — за особисту мужність і самовіддані дії, виявлені у захисті державного суверенітету та територіальної цілісності України, вірність військовій присязі[6].